# Gerry Lopez
Gerry Lopez (Honolulu, 7 novembre 1948) è un surfista e attore statunitense.

## Biografia
Soprannominato Mr. Pipeline, all'età di 14 anni, era già campione juniores nelle Hawaii. Successivamente, diventa uno dei maggiori esperti nello spot della Pipeline sull'isola di Oahu. Riconosciuto come il miglior tuberider del mondo, ha vinto il concorso Billabong Pipeline Masters nel 1972 e nel 1973. Nel 1999, è stato eletto come Waterman of the Year da parte della Surf Industries Manufacturing Association.
Come esperto di surf, nel 1978, prende parte al film Un mercoledì da leoni. Ha interpretato se stesso negli episodi 19 e 20 della 6ª stagione di Baywatch "Vacanze Pericolose". Ha recitato poi in Conan il barbaro, Addio al re e nel film documentario Riding Giants.